# William Fernando da Silva
William Fernando da Silva (20 de noviembre de 1986; São Paulo, Brasil) es un exfutbolista brasileño naturalizado mexicano, jugaba como mediocampista y su último equipo fue el  Centro Sportivo Alagoano de la Serie C de Brasil.

## Trayectoria
Comenzó su carrera con el Palmeiras, club con el que debutó en 2006.
En el 2011 Ascendió con el Náutico Capibaribe al quedar en segundo lugar del Campeonato Brasileño de Serie B.

### Querétaro
A partir del Clausura 2014 se incorpora al Querétaro FC de la Liga MX. Su paso con los Gallos Blancos es positivo, ya que lograron ser subcampeones en el Clausura 2015. Aunque sufrió de algunas lesiones, su rendimiento llamó mucho la atención de clubes de más importancia en México y fue el América quién logró ficharlo.

### América
El 9 de diciembre de 2015 se anuncia su fichaje con el América, a petición directa del entrenador Ignacio Ambriz, quien lo dirigió en el Querétaro.
Ganó el título de la Liga de Campeones de la Concacaf 2015-16 venciendo a los Tigres de la UANL en la final.

## Clubes
| Club                     | País          | Año       |
| ------------------------ | ------------- | --------- |
| S. E. Palmeiras          | Brasil        | 2006-07   |
| Ipatinga E. C.           | Brasil        | 2008      |
| C. N. Capibaribe         | Brasil        | 2008      |
| E. C. Vitória            | Brasil        | 2009      |
| Goiás E. C.              | Brasil        | 2010      |
| A. C. Goianiense         | Brasil        | 2010      |
| C. N. Capibaribe         | Brasil        | 2011      |
| Joinville E. C.          | Brasil        | 2012      |
| Busan IPark F. C.        | Corea del Sur | 2013      |
| Querétaro F. C.          | México        | 2013-15   |
| C. América               | México        | 2017-18   |
| D. Toluca F. C.          | México        | 2019-2021 |
| São Paulo F. C.          | Brasil        | 2021-2022 |
| Centro Sportivo Alagoano | Brasil        | 2022-2023 |

São Paulo F. C.

## Palmarés
Títulos Nacionales
| Título  | Club      | País   | Año  |
| ------- | --------- | ------ | ---- |
| Serie B | Palmeiras | Brasil | 2003 |

Títulos Internacionales
| Título                  | Club    | País   | Año  |
| ----------------------- | ------- | ------ | ---- |
| Liga Campeones CONCACAF | América | México | 2016 |

- Datos: Q4020001